# کوه ناخ
کوه ناخ کوه بلندی است در شمال دهستان کوخرد در بخش کوخرد شهرستان بستک در غرب استان هرمزگان در جنوب ایران. این رشته‌کوه از کوه لاور شروع می‌شود و در غرب به کوه گچ می‌پیوندد. در پایه این رشته کوه بسیاری از دهستان‌ها و روستاهای آباد پرجمعیت واقع شده‌است.
کوه ناخ از طرف شمال دهستان کوخرد قرار دارد، فاصله دهستان تا «تپه ره» که اولین راه ورودی به کوه ناخ است دو کیلومتر بیشتر نیست، از طرف «تَپه رَه» یک راه شنی وجود دارد که می‌توان با خودرو به داخل تنب (تپه) رفت.

## ارتفاع
ارتفاع کوه ناخ از سطح دریا ۵۰۰۰ پا است. در قلهٔ این کوه چُک بلندی وجود دارد که به‌نام «چُک تُرُه» معروف است و از دور نمایان است. این کوه در مشرق هم ادامه پیدا کرده و به کوه لاور رسیده و با هم رشته‌کوه‌های جنوبی دهستان گوده را تشکیل داده و به سمت مغرب ادامه دارد.

## جغرافیای منطقه
در سَرگرد تنگه شمو یک زمین جوکاری بوده که به‌نام «دُوکُنِه شمو» معروف بوده که تا حالا قسمتی از آن متروک و مخروبه دیده می‌شود، از طرف شمال زمین جوکار یک درخت نخل بزرگی بوده که به‌نام «لِشتِ خُوَشکار» معروف بوده‌است. بعد از لِشتِ خُوَشکار یک چشمه کوچک و گریوه تنگی وجود دارد که به‌نام گری چَپان معروف است، از سمت قبله‌گری چَپان یک کوه بلندی است که به‌نام (پَرِ توصیله) معروف است، قلعه تاریخی که به قلعه توصیله معروف است برقله این کوه قرار داشته‌است که اکنون قسمتی از قلعه برجای مانده و آثارش باقی است، در ۲۰ متری‌گری چَپان از طرف شمال یک چشمه تلخ کوچکی است که در حدود ۵ اصله نخل را آبیاری می‌کند، از طرف شمال چشمه و نخل‌ها یک کوهی مُجَزا وجود دارد بطول هزار متر، قسمت شرقی این کوه به‌نام «پَرِ زُخِر» معروف است، اما قسمت غربی آن «پَرِ گری زامِردان» می‌نامند، یک تنگه عمیقی وسط این کوه‌است که کوه را به دوقسمت تقسیم کرده‌است، در وسط این تنگه یک سنگ بزرگی وجود دارد که سرتاسر دهانه تنگه را گرفته‌است و عبور از تنگه دشوار کرده‌است وجایی سخت‌گذر است، به این سنگ به لهجه محلی «سنگ بند بن» می‌گویند، در زمان قدیم کُوخِردی‌ها از بالای این سنگ طناب زنجیری بسته بودند و به‌وسیله این طناب از سنگ و تنگه عبور می‌کردند به همین جهت سنگ بُند بنِ نامیده شده‌است.

## گری زامِردان
پس از گذر از سنگ بند بن این راه سخت‌گذر وارد گری زامِردان می‌شود، گری زامِردان یک محوطه‌ای کاملاً شبه بسته‌است فقط یک راه خروج از آن وجود دارد که به‌نام «چَک چَربَه» معروف است، در محوطه‌گری زامردان در حدود ۱۰۰ بوته درخت کُنار وجود دارد، از بس این درخت‌ها بزرگ و شاخه‌هایش توی هم رفته‌است محوطه‌گری زامردان همیشه سایه بندان است، در سمت مشرق‌گری زامردان یک درخت سمری وجود دارد، زیر این درخت یک گورستان کوچکی وجود که شامل (۱۱) قبر است، آثار این گورستان و قبرها به‌وضوح دیده می‌شود، می‌گویند این قبرها تعلق به مردانی دارد که در زمان تسخیر شدن قلعه سیبه به‌دست صادق خان به‌گری زامردان پناه آورده بودند.
در طرف شمال محوطهٔ گری زامردان چشمهٔ کوچکی است به‌نام آب قبرستان، در پشت محوطهٔ گری زامردان دو چشمه وجود دارد یکی به‌نام «چشمه آب چَربَه» و دیگری به‌نام «چشمه آب لِشت»، این دو چشمه در حدود ۳۰ اصله نخل آبیاری می‌کنند، از طرف مشرق گری زامردان تخته‌سنگی نمایان است که طول آن در حدود ۳۰۰ متر است و به‌نام «تَختَه تَنگیرد» معروف است. از سمت مشرق این تخته روی به طرف شمال چُک بلندی است به‌نام «چُک فلکنازی» و همچنین در پایین این چُک آودون بزرگی وجود دارد به‌نام «آودون فلکنازی» (آبدان فلکنازی).

## تنگیرد
در جنوب این تخته‌سنگ تنگهٔ عمیق و تاریکی وجود دارد به‌نام «تنگیرد». ورود به داخل تنگیرد بسیار دشوار و خطرناک است. اگر کسی بخواهد وارد تنگیرد بشود باید در زمان دقت کند، چون صبح و عصر به‌هیچ وجه نمی‌شود وارد تنگیرد شد، فقط تنها وقتی که برای ورود به تنگیرد مناسب است ساعت ۱۲ ظهر است که آفتاب در وسط آسمان است، البته در روزهای آفتابی، به غیر از این وقت مطلقاً نمی‌شود وارد به تنگیرد شد، چون خیلی تاریک و خطرناک است. داخل تنگیرد آب فراوانی و چشمه‌های شیرین وجود دارد و درختزار است و درختهایی مانند انجیر، بنه، بادام و کِتُه کِرت و کُوهِنگ و نادر وجود دارد، و مار و مارمولک در آن وجود دارند.

## درواه ناخ
از سمت مشرق «تَپَه رَه» به اندازه ۱۰۰۰ متر دره‌ای وجود دارد که معروف به «درواه ناخ» از سمت شمال دره تپه‌ای وجود دارد به‌نام «پَس پَل»، در پُشت این تَپَه برکه‌ای است به‌نام (برکه پَس پَل) از طرف برکه به مسافت ۵۰۰ متر چشمه‌ای است و چند اصله نخل خرما دارد به طرف شمال (بالا) در مسافت ۱۰۰۰ متر چند اصله نخل دیم و بلند وجود دارد. این نخل‌ها در زمانی خیلی قدیم کاشته شده‌است.
در شمال بُوخِن بیشه‌زاری وجود دارد که تمام درخت‌هایش انجیر است، این منطقه به‌نام «انجیردان» معروف است، از سمت غربی انجیردان به‌طرف شمال چشمه‌ای است به‌نام «تَزگُو»، از سمت مشرق تَزگُو راه پرپیچ و خمی وجود دارد که به‌نام «گردَنهِ بَردِ نمک» معروف است، این گردَنهَ راه مالرو و کاروان‌هاست، از این راه مردم به «قلهٔ کوه ناخ» می‌روند، در قلهٔ کوه ناخ اگر رو به طرف شمال ایستاد، «چُک تُرُه» پشت سر است و گری زامردان زیر چُک تُرُه قرار دارد و دهستان کوخرد در پشت سر قرار دارد از طرف جنوب کوه ناخ، و از طرف شمال بیخه گوده در روبه‌رو از طرف شمال کوه قرار دارد، و روبه‌رو روستای زنگارد است. زیر پا دقیقاً در کمر کوه و درست مقابل روستای زنگارد یک غار بزرگ وجود دارد که به‌نام «غار ذنب لاور» معروف است، می‌گویند قرن‌ها پیش شخصی یا پهلوانی به نام ذنب لاور با زنجیر و بند در ته غار سکونت داشته‌است.

## جانوران و پرندگان
در پیرامون کوه ناخ جانوران و پرندگان مختلفی زندگی می‌کرده‌اند که شامل :آهو، بز کوهی، روباه، خوک، کفتار، شغال، جوجه‌تیغی و خرگوش بوده‌است. همچنین پرندگان مانند: کبک، عقاب، شاهین، بادخور، قُمری، تیهو، فاخته و بلبل، سبزقبا (کراشکین)، چکاوک (بُوکلُو)، چکاوک هدهدی، و «مرغ سلیمان» یا هدهد، گنجشک، دم‌جنبانک و صدها پرنده مختلف دیگر زندگی می‌کرده‌اند و به علت وجود درخت‌های گوناگون و تنومند مانند: کُنار، و کهور پاکستانی، سَلَم، کهور، کِرت و کُوهِنگ زیستگاه پرندگان گوناگونی بوده‌است. و نزدیک بودن به آبدان‌ها و آب و سایه، در فصل‌های گوناگون پرندگان روی شاخه‌های آن درخت‌ها لانه می‌ساخته‌اند. اما امروزه به دلیل نبود نظارت کافی و شکار بی‌رویه و غیرمجاز، نسل اکثر این جانوران و پرندگان در حال انقراض است.
در دوران گذشته جانورانی مانند: گرگ، پلنگ، یوزپلنگ و خرس نیز در این کوه دیده شده‌است، اما در حال حاضر از این‌گونه جانوران هیچ اثری نیست. همچنین گیاهان دارویی مانند: آنقوزه، بنه، آویشن، مرو تلخ، پونه، اسطوخدوس، خاکشیر و مرو خوش می‌روید.